# Argens (fiume)
L'Argens (Argenç in occitano) è un fleuve côtier, secondo la terminologia francese, il cui corso si sviluppa interamente nel dipartimento francese del Varo e che si getta nel Mar Mediterraneo.

## Etimologia
Il nome Argens si riferisce semplicemente al colore delle sue acque «bianche come l'argento».

## Percorso

### Comuni attraversati
Il fiume attraversa Seillons-Source-d'Argens, nel cui territorio è sita la sorgente, Châteauvert, Correns, Montfort-sur-Argens, Carcès, Le Thoronet, Lorgues, Taradeau, Vidauban, Les Arcs-sur-Argens, Le Muy, Roquebrune-sur-Argens, Puget-sur-Argens, Fréjus, ove si getta nel Mar Mediterraneo. La sua lunghezza totale è di 116 chilometri.

### Affluenti
- Le Blavet
- L'Endre
- La Bresque
- Le Caramy
  - L'Issole (subaffluente)
- Cassole
- Ribeirotte
- La Florieye
- L'Aille
- La Nartuby

## Idrologia
L'Argens è un corso d'acqua non molto ricco, ma sufficientemente dotato di acqua per l'intero anno (Ne è tuttavia stato privo nel settembre 2007.). La sua portata è stata osservata per un periodo di 37 anni (1970 – 2007), a Roquebrune-sur-Argens al suo sbocco in mare. Il suo bacino è di 2.530 km² e la sua portata media interannuale a Roquebrune-sur-Argens è di 17,9 m³ al secondo.
L'Argens presenta fluttuazioni stagionali moderate e vi si possono distinguere due periodi nell'anno. Il periodo di piena va dall'autunno alla primavera e la portata mensile va, in questo intervallo di tempo, da 16 a 33 m³ al secondo, ottobre e maggio inclusiu, con un massimo netto in gennaio di 32,8 m³ ed in febbraio di 29,0 m³. Da questi valori si scende rapidamente nel periodo di magra fra giugno e settembre quando, nel mese di agosto, tocca il minimo di 6,08 m³ al secondo.
Le oscillazioni tuttavia di breve periodo possono essere maggiori e variano di anno in anno.